# Dendrobates-Alkaloide

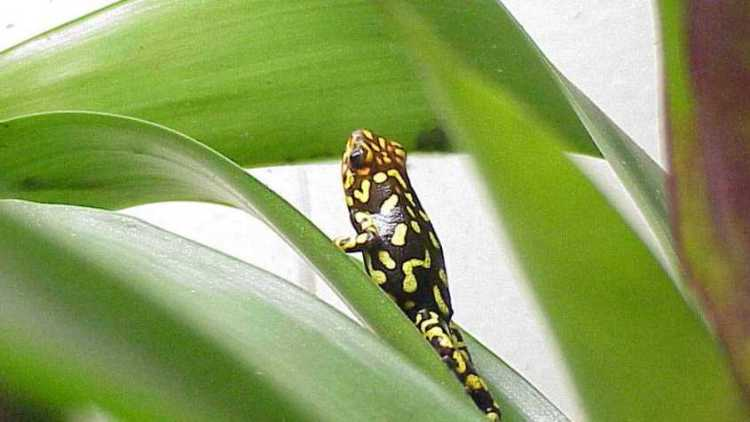
Harlekin-Baumsteiger (Dendrobates histrionicus)

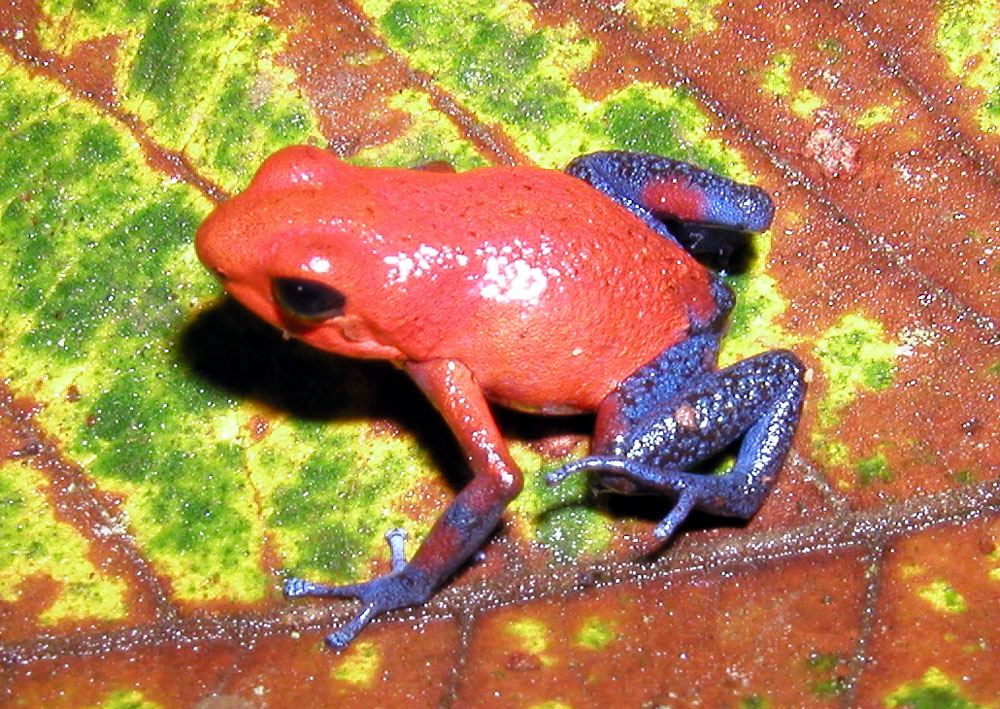
Erdbeerfröschchen (Dendrobates pumilio)

Dendrobates-Alkaloide sind Naturstoffe, die in mehr als 20 verschiedene Klassen zu unterteilen sind.

## Vertreter
Zu den verschiedenen Klassen der Dendrobates-Alkaloide gehören u. a. die  Histrionicotoxine, Pumiliotoxine und Batrachotoxine.  Zu den Vertretern der Histrionicotoxine zählt u. a. Histrionicotoxin (283A). Die Hauptalkaloide der Pumiliotoxine sind Pumiliotoxin A und Pumiliotoxin B.

(−)-Histrionicotoxin
Pumiliotoxin A
Pumiliotoxin B

## Vorkommen
Die Histrionicotoxine wurden in dem Harlekin-Baumsteiger (Dendrobates histrionicus), selten auch Gepunkteter Pfeilgiftfrosch genannt, gefunden. Die Pumiliotoxine sind die Giftstoffe des Erdbeerfröschchens (Dendrobates pumilio).

## Verwendung und Eigenschaften
Die in den Fröschen der Gattung Dendrobatidae enthaltenen z. T. hochgiftigen Alkaloide, werden von den Naonama-, Cuna- und Choco-Indianern in Kolumbien als Pfeilgifte verwendet werden. Histrionicotoxin blockiert den Ionenkanal, der mit dem Acetylcholinrezeptor verbunden ist.